# Basco-béarnaise
La basco-béarnaise  ou basquaise est une race ovine française présente dans le Haut-Béarn et au Pays basque. (Haute-Soule)
C'est la brebis laitière du Béarn, productrice du lait destiné à la production de fromage.

## Origine

### Historique
Elle est issue de la famille des races ovines convexilignes (tête busquée) des Pyrénées, à toison semi-ouverte et assez grossière (les mèches sont faites de brins d'inégale longueur, la toison laissant les membres à découvert). Son histoire ancienne est celle de plusieurs sous-races ou types valléens locaux. Les races basque et béarnaise, génétiquement proches, ont fusionné pour donner la basco-béarnaise qui sera reconnue officiellement dans les années 1930

### Aire géographique

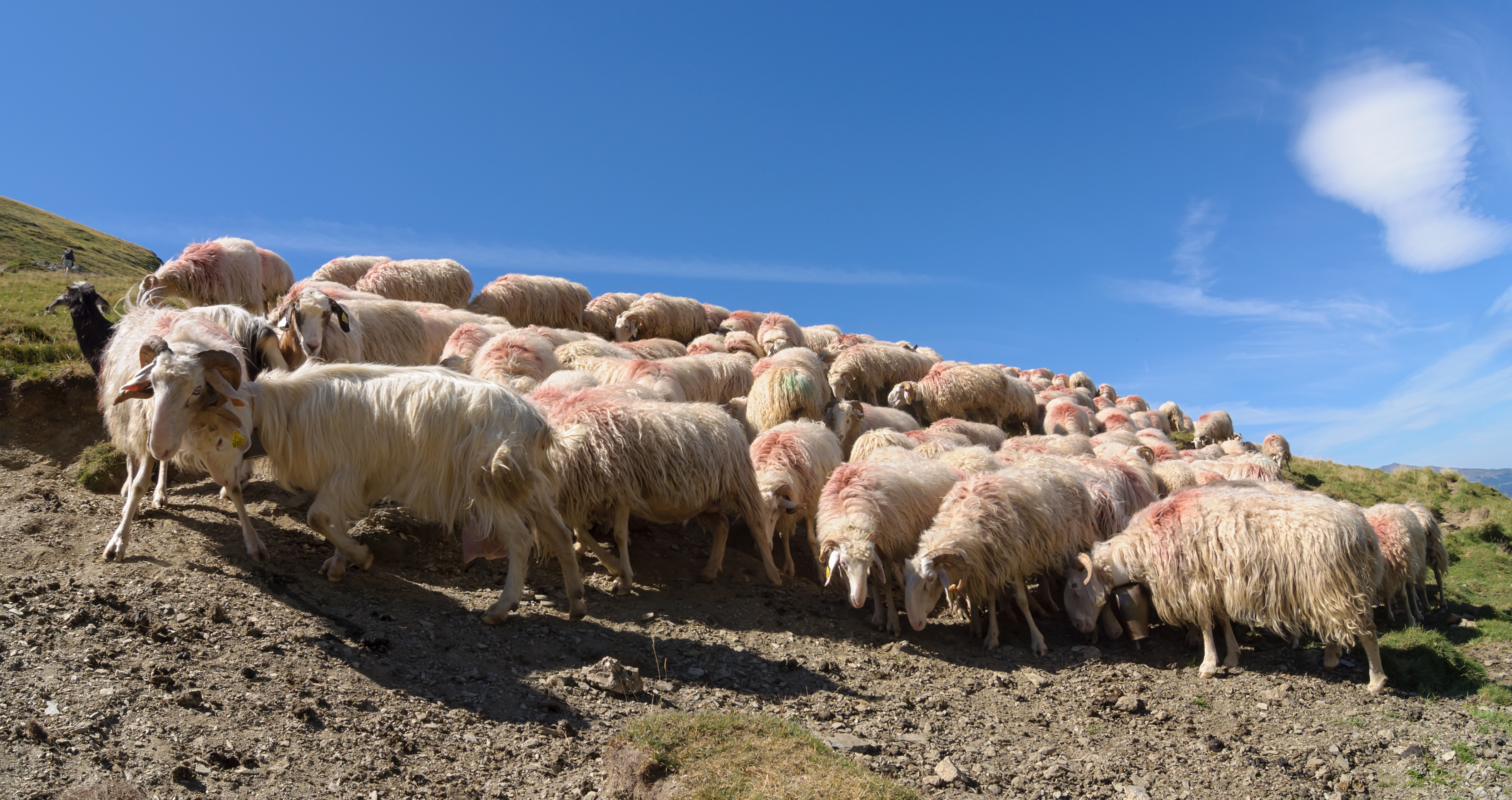
Troupeau de basco-béarnaises près du col d'Aubisque dans les Pyrénées-Atlantiques

Race des Pyrénées-Atlantiques, deuxième département français après l'Aveyron pour l'élevage ovin, la Basco-Béarnaise est élevée dans la partie béarnaise de la chaine des Pyrénées et en Haute-Soule dans le Pays basque français. Elle a longtemps transhumé dans le Sud-Ouest, de la plaine girondine en hiver aux estives pyrénéennes en été.

### Sélection et effectif
Le registre généalogique (flock-book) a été ouvert en 1975, au moment où a été mis en place le schéma de sélection.
En 2005, l'effectif de la race basco-béarnaise représentait environ 115 000 individus, comprenant 76 000 brebis (21 000 inscrites au registre) et 1 900 béliers dont 5 % reproduisent en insémination artificielle.

## Morphologie
Elle est aisément reconnaissable par son profil très busqué (sa convexité est la plus marquée parmi toutes les races ovines françaises). Sa toison semi-ouverte à mèches longues, laisse les membres à découvert, avec une couverture et un tassé moyen; néanmoins cet enlainement est suffisant pour lui permettre de vivre, l'été, en altitude, en plein air intégral.
Les brebis, comme les béliers, ont un cornage développé, les cornes tournant en spirale autour de l'oreille portée inclinée. Sa tête et ses membres sont en partie pigmentés de froment roux. La taille au garrot est de 75 cm et le poids de 55 kg pour la brebis, de 90 cm et 80 kg pour le bélier.
Ses proportions médiolignes à longilignes et son ossature sont caractéristiques d'une race à la fois laitière et rustique.

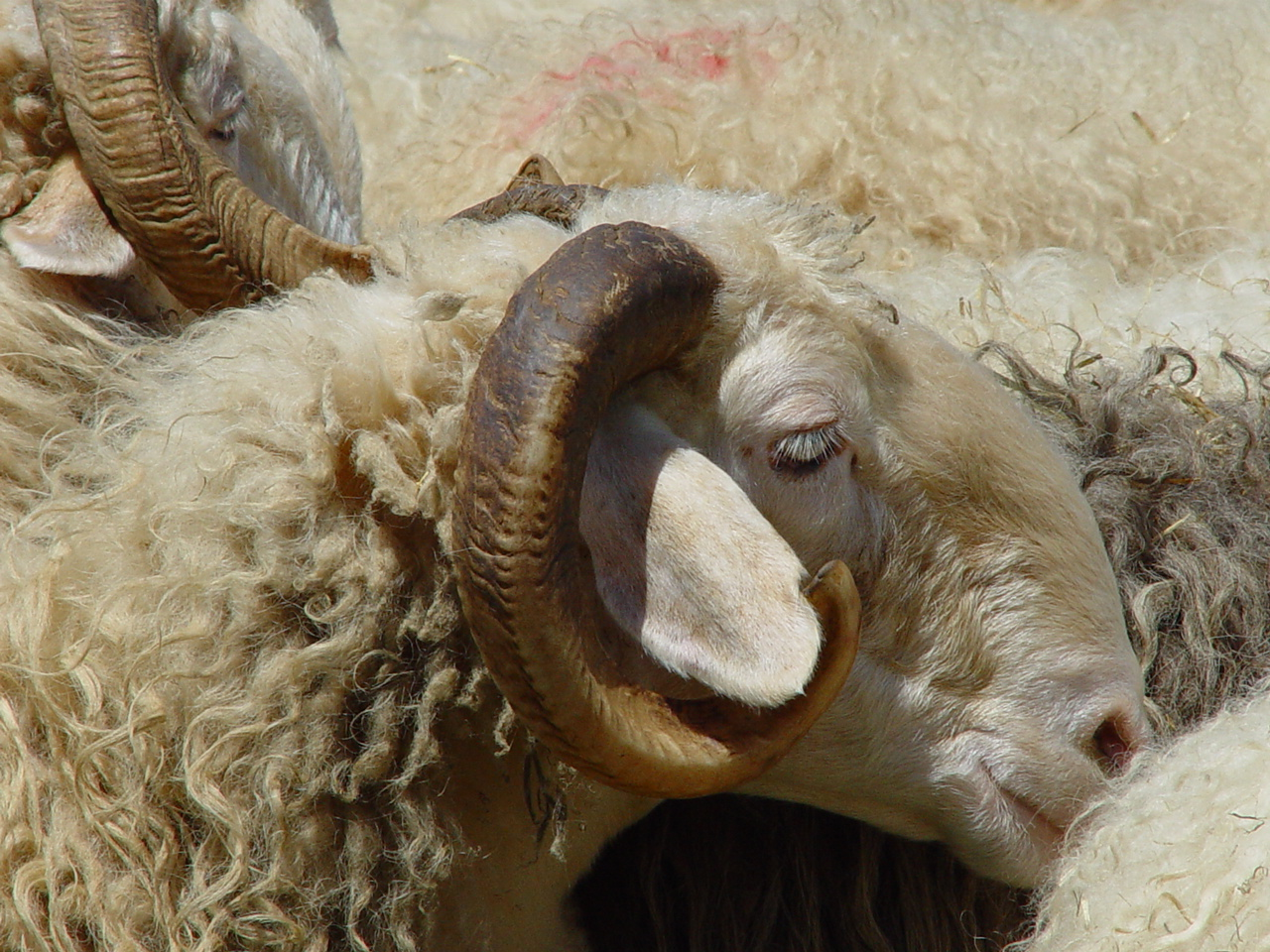
Tête de brebis basco-béarnaise
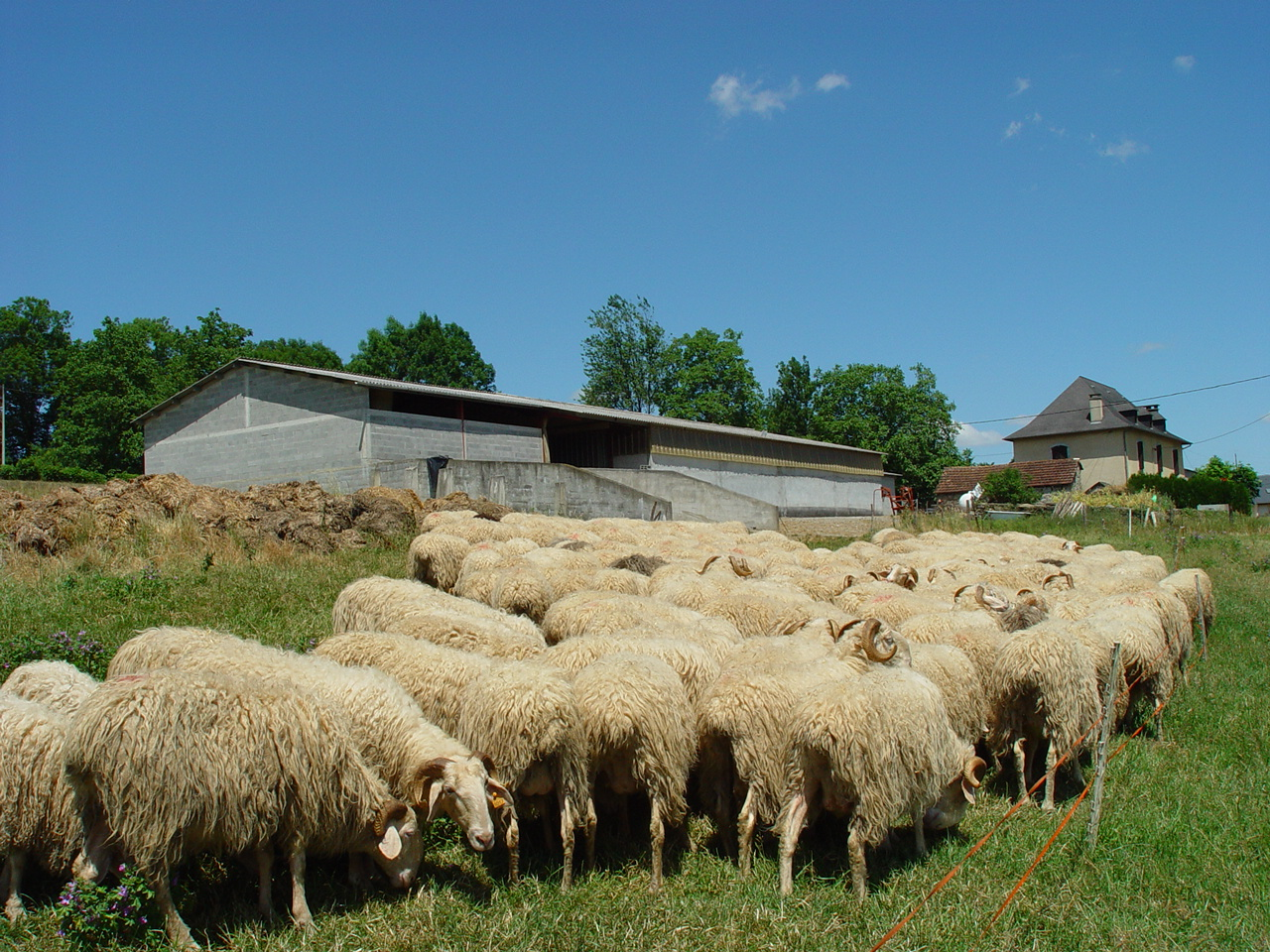
Troupeau de brebis basco-béarnaise
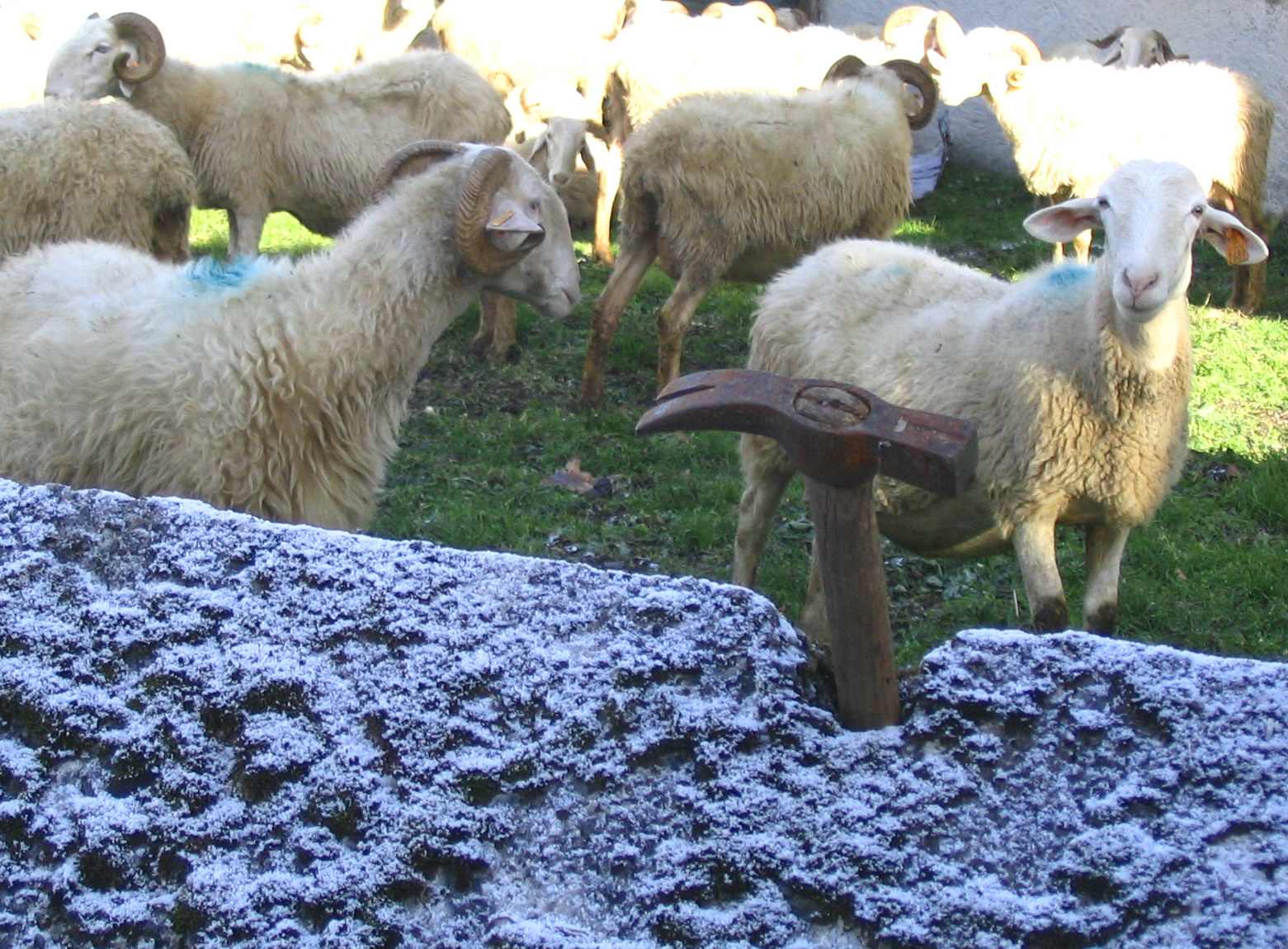
Basco-béarnaises à Laruns (vallée d'Ossau)

## Aptitudes
La production laitière moyenne est de 180 litres sur 145 jours de lactation avec un taux de matières grasses de 7,42 % et un taux protéique de 5,39 %.
 
Sa rusticité (aptitude à supporter les contraintes d'un milieu changeant et difficile) et sa robustesse la rendent apte aux longs parcours en plaine et en montagne.

Bien que sa destination principale soit la production laitière, ses qualités d'élevage (reproduction plus allaitement des agneaux) lui confèrent, en système non laitier et en croisement avec des béliers de race à viande spécialisée comme le Berrichon du Cher, une bonne aptitude à la production d'agneaux de boucherie.
 
La toison fournit une laine de qualité très moyenne mais qui est très marginale dans l'économie de cet élevage.

### Le fromage d'Ossau-Iraty

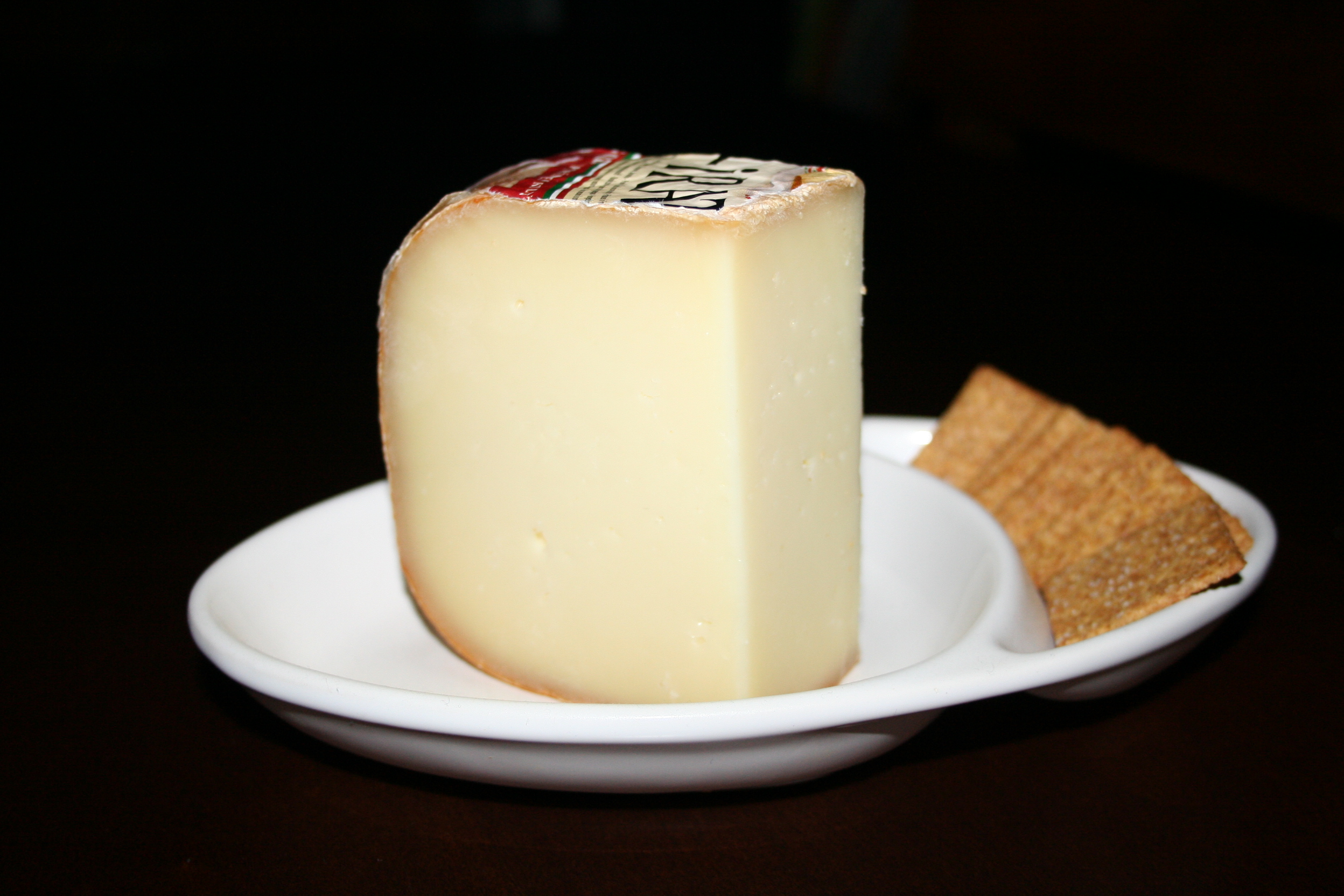
fromage Ossau-Iraty

Le lait de la basco-béarnaise est avec celui de la manech à l'origine des fromages bénéficiant de l'AOC Ossau-Iraty, tomme de brebis des Pyrénées.
 
Une partie de la production laitière est récoltée en estive où elle est transformée dans des fromageries artisanales. Ces fromages issus d'une production laitière obtenue à partir de la flore de montagne sont particulièrement recherchés et écoulés pour une bonne part en vente directe, en tant que produits fermiers.